# Коніна (гміна Недзьведзь)
Коніна (пол. Konina) — село в Польщі, у гміні Недзьведзь Лімановського повіту Малопольського воєводства.
Населення — 2072 особи (2011).
У 1975-1998 роках село належало до Новосондецького воєводства.

## Демографія
Демографічна структура станом на 31 березня 2011 року:
|          | Загалом | Допрацездатний вік | Працездатний вік | Постпрацездатний вік |
| -------- | ------- | ------------------ | ---------------- | -------------------- |
| Чоловіки | 1085    | 328                | 693              | 64                   |
| Жінки    | 987     | 298                | 552              | 137                  |
| Разом    | 2072    | 626                | 1245             | 201                  |